# Thompsonella minutiflora
Thompsonella minutiflora är en fetbladsväxtart som först beskrevs av Joseph Nelson Rose, och fick sitt nu gällande namn av Nathaniel Lord Britton och Rose. Thompsonella minutiflora ingår i släktet Thompsonella och familjen fetbladsväxter. Inga underarter finns listade i Catalogue of Life.

## Bildgalleri

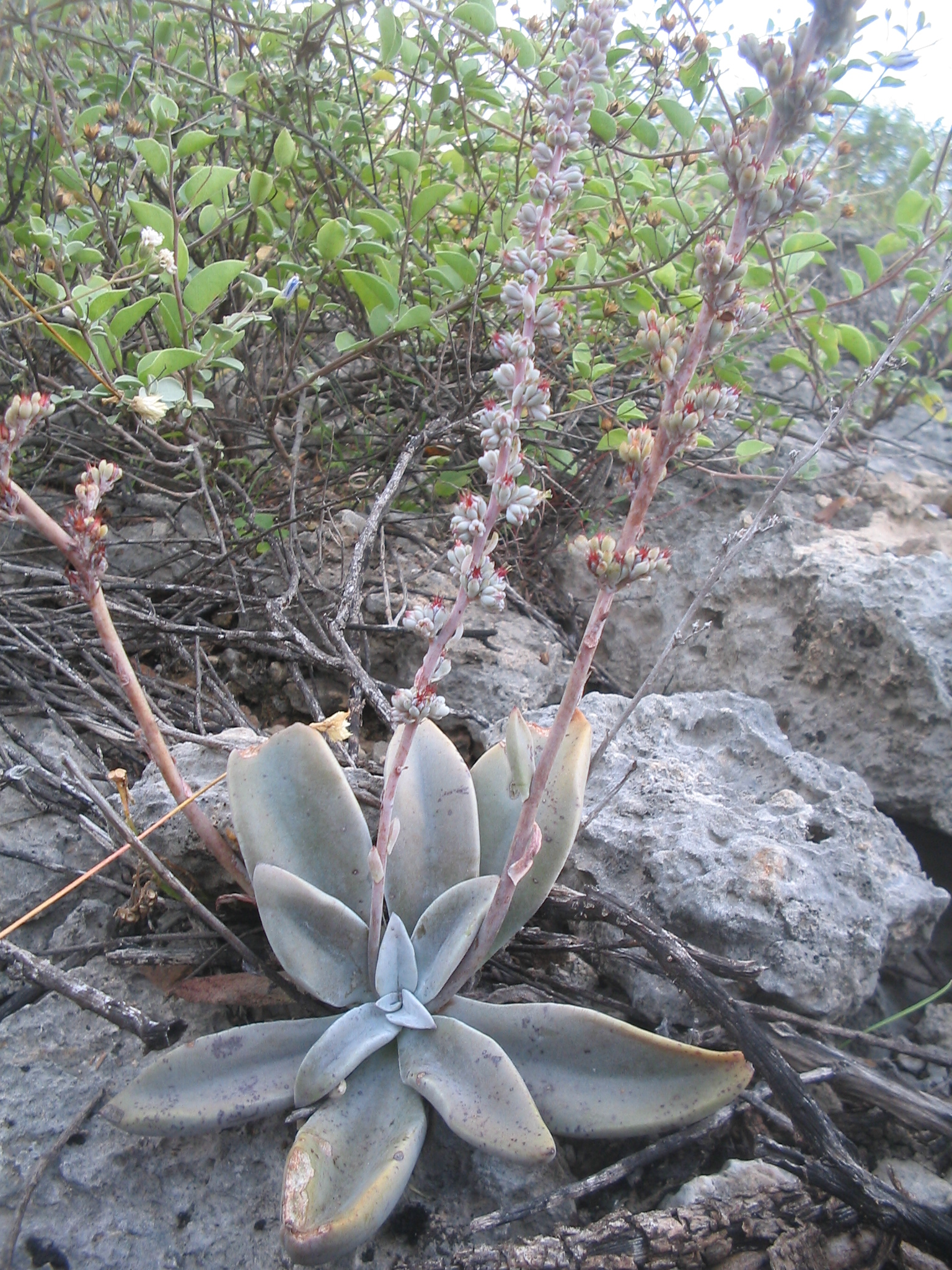